# 캐스페이스 6
캐스페이스 6(영어: caspase 6, CASP6)는 인간에서 CASP6 유전자에 의해 암호화되는 효소로 시스테인-아스파르트산 단백질 분해 효소인 캐스페이스 계열에 속한다. 캐스페이스 6는 세포자살, 초기 면역 반응, 헌팅턴병 및 알츠하이머병의 신경 퇴화에서 알려진 기능을 가지고 있다.

## 기능
캐스페이스의 순차적 활성화는 세포자살의 실행 단계에서 중심적인 역할을 한다. 캐스페이스는 활성 효소를 형성하기 위해 이합체화되는 크고 작은 2개의 서브 유닛을 생성하기 위해 보존된 아스파르트 잔기에서 단백질 분해 처리를 겪는 비활성 지모겐으로 존재한다. 이 단백질은 캐스페이스 7, 캐스페이스 8, 캐스페이스 10에 의해 처리되며 캐스페이스 신호 전달에서 다운스트림 효소로 기능하는 것으로 생각된다. 또한 캐스페이스 6는 캐스페이스 계열의 다른 구성원 없이 자체 처리를 거칠 수 있다. 이 유전자의 선택적 스플라이싱은 서로 다른 이소폼을 암호화하는 두 개의 전사 변이체를 생성한다.
캐스페이스 6는 억제 해제를 통해 초기 면역 반응에서 역할을 한다. 그것은 면역 억제 사이토카인인 인터루킨 10의 발현을 감소시키고 IRAK-M을 억제하는 대식세포를 절단한다.
신경 퇴화와 관련하여 캐스페이스 6는 헌팅턴병의 헌팅틴(Hungtingtin, HTT)과 알츠하이머병의 아밀로이드 베타 전구체 단백질(Amyloid-beta precursor protein, APP)을 절단한다.

## 상호작용
캐스페이스 6은 캐스페이스 8과 상호작용하는 것으로 나타났다.

## 같이 보기
- PMA
- 캐스페이스